# Přemysl Šámal
Přemysl Šámal (4. října 1867 Praha – 9. března 1941 Berlín) byl český a poté československý politik, účastník protirakouského a protinacistického odboje, kancléř prezidenta Tomáše G. Masaryka a Edvarda Beneše.

## Biografie

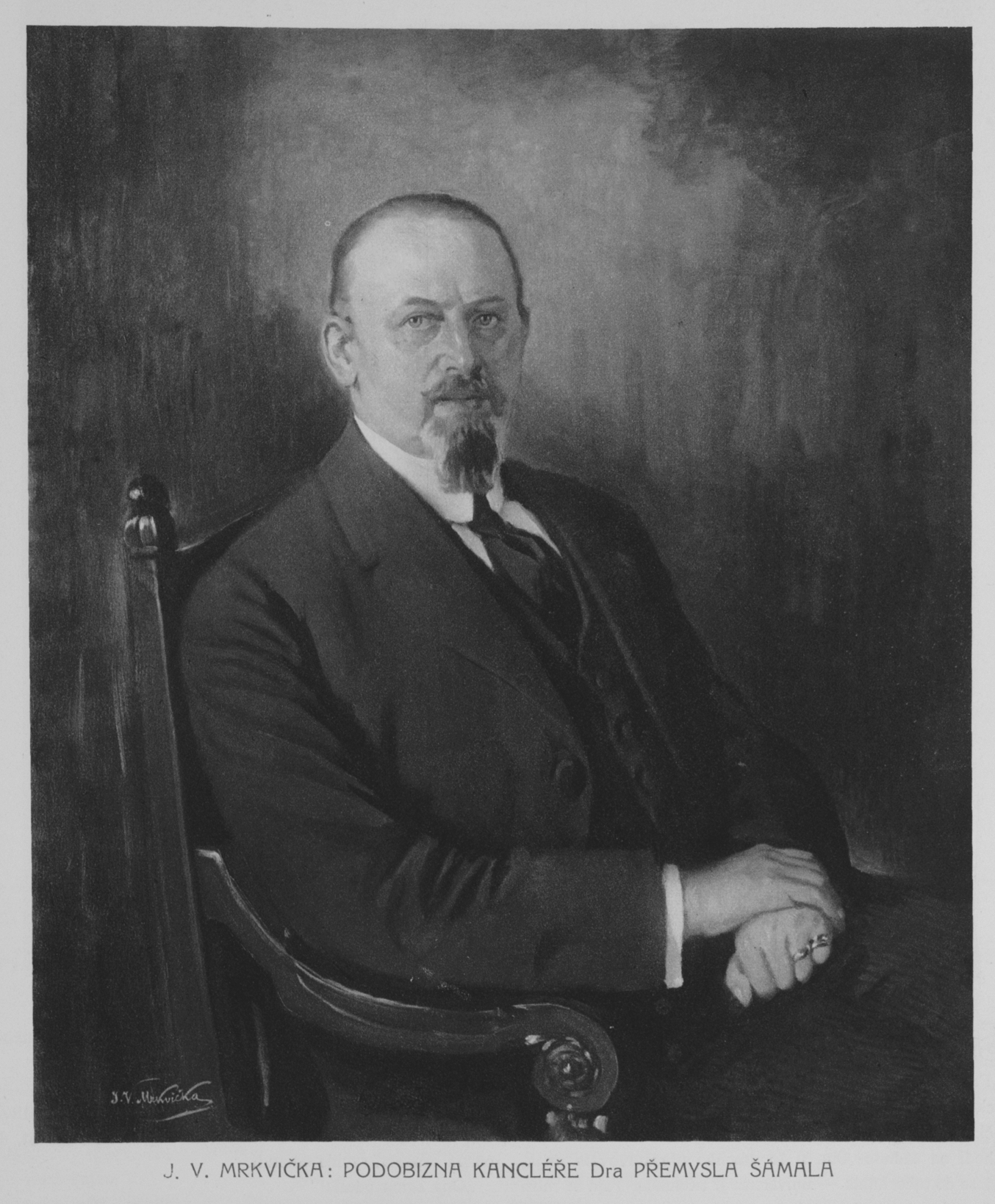
Přemysl Šámal – portrét od J. V. Mrkvičky

Narodil se v Praze do rodiny Jana Šámala (1829–1900) a Marie Černé (1838–1898), sestry pražského starosty Tomáše Černého.
Po absolvování Právnické fakulty Univerzity Karlovy pracoval jako advokát, zároveň působil např. v Muzeu Království českého nebo v Matici české. Také byl aktivním členem České strany pokrokové (realistické), od roku 1914 stál v jejím čele.
Na začátku 1. světové války byl jedním ze zakladatelů a organizátorů odbojové organizace Maffie. Po emigraci E. Beneše stál v jejím čele a měl velkou zásluhu na tom že nebyla nikdy odhalena, byl dobrým koordinátorem konspiračních sítí.
Od února 1918 podporoval Českou státoprávní demokracii, do níž převedl velkou část bývalých realistů. V říjnu 1918 se zúčastnil jednání českých politiků s Edvardem Benešem v Ženevě, během pražských události 28. října tak nebyl přítomen v tuzemsku.
Po vzniku samostatného Československa se stal pražským starostou. Od roku 1918 byl také poslancem Revolučního národního shromáždění za Českou státoprávní demokracii, respektive z ní vzniklou Československou národní demokracii. Mandátu se vzdal na 72. schůzi v září 1919.
V únoru 1919 se stal přednostou Kanceláře prezidenta republiky, kterým byl až do prosince 1938. Kvůli této funkci se vzdal funkce pražského starosty.
Po začátku 2. světové války stál v čele odbojové organizace Politické ústředí, seskupující politiky z různých stran. Měl krycí jméno Oráč. 27. ledna 1940 byl ve svém bytě v pražské Karmelitské ulici 14 zatčen gestapem za své protinacistické postoje. Byl čtyři měsíce vyslýchán a poté uvězněn v berlínské věznici Alt-Moabit. Odtud byl na vysokou kauci propuštěn do soukromé nemocnice v Berlíně, ve které krátce poté zemřel.
In memoriam byl v roce 1992 vyznamenán Řádem Tomáše Garrigua Masaryka I. třídy.

## Rodina
Poprvé se oženil 31. července 1899 s Annou Nekvasilovou (1875–1911), dcerou karlínského stavitele Václava Nekvasila, se kterou měl syna Jaromíra (1900–1942) a dceru Jarmilu (1906–1967).
Jeho druhá manželka Pavla Fořtová (1886–1974, roz. Kropfová) byla neteří pražského primátora Vladimíra Srba. Byla také známou malířkou se zájmem o egyptologii. Absolvovala přednášky u Františka Lexy a publikovala na téma egyptský ornament. Její originální přípravné kresby pro tuto publikaci jsou uloženy v Knihovně Jaroslava Černého (FF UK, Český egyptologický ústav).
Syn z prvního manželství Jaromír Šámal (profesor entomologie) byl 5. června 1942, tj. v období stanného práva po atentátu na zastupujícího říšského protektora Reinharda Heydricha, zatčen a téhož dne popraven na kobyliské střelnici. Jeho děti Jiřího a Alenu odvleklo gestapo. 12. července 1942 byly transportovány přes Polsko do Německa na převýchovu. Po skončení války byly obě děti vypátrány a navráceny do Československa. Manželka Jaromíra Šámala Milada rozená Cebeová (1906–1981) byla zatčena 10. června 1942. V následujících letech prošla koncentračními tábory Terezín, Osvětim a Ravensbrück. Poté byla převezena do vězení v Berlíně, kde zůstala do konce války.